# Víctor Agramunt
Víctor Agramunt Oliver (Cabanes, provincia de Castellón, 29 de enero de 1938) está considerado como uno de los mejores actores y directores de doblaje español, tras casi 60 años de ejercicio profesional.

## Biografía
Desde muy temprana edad, en Castellón de la Plana, donde residía, muestra un gran interés por el mundo del cine. En los años 50 empieza a colaborar en Radio Castellón, de la cadena SER, como actor, locutor y conductor de diferentes programas de la emisora.
Posteriormente, después de su paso por la emisora de Sidi-Ifni, donde hizo el servicio militar, se traslada a Barcelona contratado por Radio Nacional. Trabaja también en los estudios Voz de España y compagina estos trabajos con colaboraciones en Radio Juventud y en el Instituto del Teatro (dirigido por Guillermo Díaz-Plaja), donde conoce a Alberto Miralles.
Aunque en Barcelona es donde hace sus primeros trabajos en doblaje, es en Madrid, donde llega a mediados de los años 60, donde desarrollará su fructífera carrera profesional. Pasa a formar parte del cuadro de actores del estudio madrileño, "Sincronía". Entre sus primeros papeles destacables, se encuentran: James Dean en "East of Eden (película)", Brad Davis en El expreso de medianoche", Ryan O'Neal en "¿Qué me pasa doctor?" o Dustin Hoffman en "Kramer vs. Kramer", Timothy Bottoms en "Johnny cogió su fusil", entre otros muchos papeles.
En 1965 colabora, como actor invitado, con la compañía de teatro de la Facultad de Filosofía y Letras, que participaba en el Festival de Teatro Universitario de Nancy, en el que obtienen el primer premio con una adaptación de "Fuenteovejuna" realizada y dirigida por Alberto Castilla. Esto les permite representar la obra en París, cosechando un gran éxito ante un público formado por exiliados españoles.
También trabaja en estos años en televisión, presentando programas como "Ojos Nuevos" o "¿Cuál es tu final?".
En los 80, es nombrado director artístico de los estudios "Arcofón", donde continúa su actividad como actor, director y adaptador de doblaje, dirigiendo multitud de películas y series (entre otras "Arriba y abajo", "Wagner", "La joya de la corona" o "Las chicas de oro".
Entre sus trabajos más recientes, podría destacarse: A Alan Arkin en "Pequeña Miss Sunshine", Donald Sutherland en "Los juegos del hambre (película)", Christopher Plummer en "El dilema" o Derek Jacobi en "La Cenicienta (película de 2015)".
Debido a su buen hacer, ductilidad y voz, ha podido a doblar a actores muy diversos y dispares, llegando a ser su voz habitual en muchas películas, como es el caso de Alan Arkin, Ryan O'Neal, Dustin Hoffman, Robert Duvall, Derek Jacobi, Jonathan Pryce, Franco Nero, Donald Sutherland, Christopher Plummer, Timothy Bottoms, Beau Bridges, James Dean, Brad Davis, John Hurt, entre otros. Ha realizado más de 2000 doblajes y dirigido cientos de películas.
Además, también ha ejercido como profesor de doblaje, y ha escrito artículos en favor del doblaje y/o explicando la historia de la profesión. 
En 2018, recibió el "Premio Irene" en reconocimiento a su larga trayectoria en doblaje y los grandes trabajos realizados.

## Filmografía (actor de doblaje)[1][2][3]
- La vergüenza de la jungla (1975) - Shame (versión castellana)
- Le Big Bang (1987) - El Narrador y el Presidente del Universo (versión castellana)
- ¡Rompe Ralph! (2012) - Rey Candy/Turbo (versión castellana)